# غي ديبور
غي ارنست ديبور (بالفرنسية: Guy Debord)‏ شاعر وكاتب وسينمائي فرنسي شهير، ولد في 28 ديسمبر 1928، وتوفي في 30 نوفمبر 1994 في باريس. كان من أشهر كتاب فرنسا الماركسيين ومن المتأثرين بالخصوص بفكر فيورباخ
، وترجمت أعماله إلى عشرات اللغات. كما أنه كان من أبرز المعارضين للحرب الفرنسية في الجزائر.

## النشأة
وُلد غي ديبور في باريس عام 1931، وكان والده مارشال صيدلانياً وتوفي عندما كان غي صغيراً، بعدها أرسلته أمه بوليت روسي للعيش مع جدته في فيلا العائلة في إيطاليا، لكن العائلة اضطرت لترك الفيلا خلال الحرب العالمية الثانية وبدأت بالترحال من بلدة لأخرى، وكنتيجة لذلك ارتاد ديبور مدرسة ثانوية في كان، حيث بدأ اهتمامه بالأفلام وتخريب الممتلكات.
نشط ديبور في شبابه في معارضة الحرب الفرنسية في الجزائر، وانضم لمظاهرة في باريس ضدها، ودرس القانون في جامعة باريس، ولكنه غادر مبكراً ولم يكمل دراسته الجامعية، وبعد إنهائه مهامه الجامعية في جامعة باريس، بدأ مسيرته المهنية ككاتب.

## انخراطه مع مناصري حركة الـ «ليتريزم»
انضم ديبور في عمر التاسعة عشرة للرابطة الدولية لمناصري حركة الـ «ليتريزم» (حركة طليعية فرنسية اشتقت اسمها مما يقابل كلمة letter بالإنكليزية؛ أي حرف)، والذين قادهم إيزيدور إيزو بشكل دكتاتوري إلى أن أنهى سلطته شقاق متفق عليه على نطاق واسع، وقد أدى هذا الشقاق لنشوء عدة فصائل من مناصري الليترزم اتُفق على قياة ديبور لإحداها إثر توصية لا لبس فيها من غيل وولمان، وفي ستينيات القرن العشرين، قاد ديبور مجموعة الأممية الموقفية، التي حثّت على الحراك في باريس عام 1968، والذي لعب ديبور فيه دوراً في احتلال السوربون، ويعتبر البعض كتابه المجتمع المشهدي (1967) محرضاً للحراك، رغم أن نص مصطفى خياطي عن فقر حياة الطالب المنشور في تشرين الثاني/ نوفمبر عام 1966 ربما كان أكثر أهمية بشكل مباشر.
خلال تلك السنوات، تم تطوير مفهومي الجغرافيا النفسية والتجوال الحر على يد أعضاء الحركة الطليعية المعروفة بـ"الأممية الحروفية" (Internationale Lettriste). ضمت هذه الحركة شخصيات بارزة مثل إيفان شتشغلو المعروف باسمه المستعار جيل إيفين، ومحمد داهو، وغي إرنست ديبورد، وغايتان إم. لانغلي، وميشيل بيرنشتاين، وباتريك سترارام، وجيل جيه وولمان.
كان هؤلاء الأعضاء ملتزمين باستكشاف مدينة باريس بشكل منهجي، حيث سعوا إلى الكشف عن الأجواء المختلفة التي تحمل إمكانيات لإحداث تجارب وجدانية ونفسية مميزة تُعرف باسم "الاغتراب النفسي الجغرافي". عبر تجوالهم في المدينة، كانوا يحاولون اكتشاف كيفية تأثير الفضاءات الحضرية على مشاعر الأفراد وسلوكياتهم، وإعادة تعريف العلاقة بين الإنسان والمكان من خلال منظور إبداعي ونقدي.
هذا الاستكشاف لم يكن مجرد نزهة عشوائية، بل كان يتبع فلسفة التجوال الحر، حيث يتم التخلي عن الطرق المألوفة والمخططات المحددة سلفًا لصالح الانفتاح على ما قد تكشفه المدينة من طبقات تاريخية وثقافية غير مرئية. كانت باريس بمثابة مختبر حي لهذه التجارب، حيث تتشابك فيها العمارة، والتخطيط العمراني، والتاريخ مع التجربة اليومية للأفراد.
ساهمت هذه الممارسات في بلورة أسس الجغرافيا النفسية كأداة لفهم التأثيرات النفسية والجمالية للفضاءات الحضرية، مما مهّد الطريق لمزيد من الاستكشافات النظرية والعملية التي أثرت على مجالات الفن والأدب والفكر الحضري.

## تأسيس الأممية الموقفية
في عام 1957، اجتمعت في كوزيو داروسيا (كوينو) في إيطاليا كل من الرابطة الدولية لمناصري الليترزم، والحركة الدولية لباوهواس خيالي، والجمعية النفسية الجغرافية في لندن، لتأسيس الأممية الموقفية، مع قيادة ديبور لممثلي وفد مناصري الليترزم.
بما أنها تألفت بداية من عدد من الفنانين المشهورين أمثال أسغر يورن وبينوت غاليزيو، ركزت بدايات الأممية الموقفية على تشكيل نقد للفن، سيفيد كأساس لدخول المجموعة مستقبلاً في النقد السياسي، وعُرفت الأممية الموقفية لعدد من تدخلاتها في عالم الفن، بما تضمن اقتحاماً لمؤتمر فني عالمي في بلجيكا عام 1958 تلقى تغطية إعلامية كبيرة، ما أدى في آخر المطاف إلى اعتقال العديد من الموقفيين والمتعاطفين المرتبطين بالفضيحة.
بالإضافة للفعل المذكور، سعت الأممية الموقفية لصياغة الرسم الصناعي، أو الرسم المنجز بشكل جماعي، بنيّة التشهير بالقيمة الأصلية المترافقة على نطاق واسع مع الفن في تلك الفترة، وفي سياق هذه الممارسات، كان ديبور منخرطاً بشكل كبير في التخطيط والجانب اللوجستي المترافق مع تحضير هذه التدخلات، بالإضافة إلى الدفاع النظري عن ممارسات الأممية الموقفية.

## الطور السياسي للأممية الموقفية
في بدايات ستينيات القرن العشرين، بدأ ديبور بتوجيه الأممية الموقفية تجاه إنهاء طورها الفني، فطرد في النهاية أعضاء مثل يورن، وغاليزيو، وتروش وكوستانت (والذين يشكّلون مركز ثقل الجناح الفني للأممية الموقفية) بحلول عام 1965. بعد تأسيس النقد الموقفي للفن كنقد اجتماعي وسياسي بما لا يعقل تطبيقه على النشاطات الفنية التقليدية، بدأت الأممية الموقفية جزئياً -نظراً لمساهمات ديبور- باتباع نقد نظري أكثر إيجازاً للمجتمع الرأسمالي وفق خطوط ماركسية.
بالاعتماد على كتاب ديبور لعام 1967، المجتمع المشهدي، ومقتطفات من دورية المجموعة الحاملة لاسم الأممية الموقفية، بدأ الموقفييون بصياغة نظريتهم المشهدية، والتي فسرت طبيعة الاضمحلال التاريخي المؤخر للرأسمالية. ومن جهة ديبور، عرّف الموقفيون المشهد على أنه تجمع لعلاقات اجتماعية يُنقل عبر صورية السلطة الطبقية، وكفترة من التطور الرأسمالي يُمثَّل فيها كل من عاش حينها، وقد لعب ديبور والأممية الموقفية بهذه النظرية دوراً مؤثراً في ثورات أيار/ مايو عام 1968 في فرنسا، فرسم العديد من المتظاهرين شعاراتهم من المسالك الموقفية التي دوّنها أو أثر بها ديبور.

## ما بعد الأممية الموقفية
في عام 1972، حلّ ديبور الأممية الموقفية بعد استقالة أو طرد أعضائها الأصليين، بمن فيهم أسغر يورن وراؤول فنيغيم (كتب الأخير نقداً لاذعاً عن ديبور والأممية)، من ثم ركز ديبور على صناعة الأفلام مع الدعم المالي من خبير الأفلام والناشر جيرارد ليبوفيسي (الذي أسس دار نشر شامب ليبر أي المساحة الحرة) حتى وفاة ليبوفيسي بطريقة غامضة.
اشتبه بديبور كقاتل لليبوفيسي، وكنتيجة لاضطرابه من وفاة صديقه والاتهامات الموجهة إليه، سحب ديبور أفلامه وكتاباته من الإنتاج إلى أن توفي، وكان قد وافق على إطلاق أفلامه بعد وفاته بطلب من الباحث الأمريكي توماس ليفن، ويعد المجتمع المشهدي عام 1973 و( In girum imus nocte, consumimur igni) عام 1978 أشهر فيلمين لديبور.
بعد حل الأممية الموقفية، أمضى ديبور وقته في القراءة والكتابة أحياناً، وذلك في عزلة نسبية في كوخ في شامبوت مع أليس بيكر-هو، زوجته الثانية، واستمر بالتوافق مع ليبوفيسي والموقفي الإيطالي جيانفرانكو سانغينيتي بشكل خاص على القضايا السياسية وغيرها، فركز على قراءة المواد المتعلقة باستراتيجيات الحرب، مثل كلاوتزفيتس وسن-تزو، وصمم لعبة حرب مع أليس بيكر-هو.
تزوج ديبور مرتين، الأولى من ميشيل بيرنستين، من ثم من أليس بيكر-هو، وكانت له علاقات مع نساء أخريات، من بينهم ميشيل موشو-بريات، فكتبت بيرنستين قصة خيالية غامضة فصّلت العلاقات المفتوحة التي عاشتها هي وموشو مع ديبور في روايتها جميع أحصنة الملك.

## وفاته
قبل وفاة ديبور مباشرة، صوّر (دون أن ينشر) وثائقياً بعنوان فنّه وزمانه، وكان عبارة عن سيرة ذاتية تناولت مواضيع ركزت بشكل أساسي على القضايا الاجتماعية في باريس في تسعينيات القرن التاسع عشر، وقد اقتُرح أن تصويره السوداوي لهذه الفترة الزمنية كان رسالة انتحار نوعاً ما، علماً أن كلاً من اكتئاب ديبور واستهلاكه للكحول كان قد أصبح إشكالياً، فأديا لإصابته بنوع من التهاب الأعصاب. وربما لإنهاء معاناته بسبب ذلك، أقدم ديبور على الانتحار بإطلاق النار على رأسه (أو ربما قلبه) في الـ 30 من تشرين الثاني/ نوفمبر عام 1994، ولم تكن تلك المرة الأولى التي يحاول فيها إنهاء حياته.
لا يزال انتحار ديبور موضعاً للجدل نظراً لغموضه، فيجزم البعض أن ذلك كان فعلاً ثورياً يتعلق بمسيرته المهنية، ونظراً لانخراطه بالأممية الموقفية الراديكالية، بالإضافة إلى حزنه من اعتبار المجتمع المشهدي مبتذلاً في أواخر حياته، يعتقد العديد من الناس أن ديبور شعر باليأس حيال المجتمع ذاته الذي كان يحاول تسليط الضوء عليه، فقيل عن ديبور إنه «ضحية للمشهد الذي حاربه».
ومن بين التعليقات الأخرى على موت ديبور، أشار أحد الباحثين إلى أن «ديبور لم يقتل نفسه، بل قُتل بفعل عدم اكتراث وأنانية من سمّوا أنفسهم عالمين (وخصوصاُ النقاد العصريين)، الذين استعمروا أفكاره المتألقة وحوّلوا سياساته الراديكالية لرمز لحالة أكاديمية غير جدير بالأوراق الرخيصة التي يُطبع عليها...».

## ميراثه
في 29 كانون الثاني/ يناير عام 2009، بعد 15 سنة من وفاته، صنّفت كريستين ألبانيل -وزيرة الثقافة- أرشيف أعمال ديبور على أنه «كنز وطني»، رداً على طلب جامعة يل لبيعه، وصرّحت الوزارة بأن ديبور «كان أحد أهم المفكرين المعاصرين، وله مكانة أساسية في تاريخ الأفكار منذ النصف الثاني من القرن العشرين». وبشكل مشابه، أشار ديبور ذات مرة لكتابه المجتمع المشهدي على أنه «أهم كتاب في القرن العشرين»، ويستمر بكونه شخصية معيارية وجدلية وخصوصاً بين الباحثين الأوروبيين في السياسة الراديكالية والفن الحديث.

## روابط خارجية
- غي ديبور على موقع IMDb (الإنجليزية)
- غي ديبور على موقع ألو سيني (الفرنسية)
- غي ديبور على موقع ميوزك برينز (الإنجليزية)
- غي ديبور على موقع أول موفي (الإنجليزية)
- غي ديبور على موقع قاعدة بيانات الأفلام السويدية (السويدية)
- غي ديبور على موقع قاعدة بيانات الفيلم (الإنجليزية)
- غي ديبور على موقع كينوبويسك (الروسية)